# Kuthen
Kuthen (Kötöny, zapisován také mnoha jinými způsoby, v dospělosti pokřtěný jako Jonáš; zemřel 17. března 1241 v Pešti) byl kumánský chán a vojevůdce vládnoucí od roku 1223 do své smrti. Skrze svou dceru Alžbětu, pozdější uherskou královnu, je předkem mnoha evropských panovníků 14. století a všech následujících věků.

## Jméno
Maďarsky je zván Kötöny, rusky Котян Сутоевич (Koťan Sutojevič), polsky Kocjan, anglicky Köten, dále se vyskytují podoby Kutan, Kotyan, Kuthan, Koteny, Kuethan a podobně. Pravděpodobně je zmiňován i jako Zayhan nebo Seyhan. Někdy se označuje i svým křestním jménem Jonáš.

## Život
Pocházel z terterovského rodu. Se svým kmenem vytvořil alianci s Kyjevskou Rusí proti Mongolům, ale byli opakovaně poraženi. Roku 1238 byl mongolským postupem zatlačen do Uher, kde přijal katolickou víru. V té době se jeho manželce (nejistého jména, původem z Haliče) narodila jejich dcera Alžběta, která byla zasnoubena královu synovi a budoucímu uherskému králi Štěpánu V.
Kuthen se v Uhrách snažil o spojenectví proti Mongolům, ale šlechta jemu ani jeho lidem nedůvěřovala, snad je podezřívala ze špionáže. Nakonec Kuthena zavraždili, krátce před zničujícím mongolským vpádem. Rozezlení Kumáni následně z Uher odtáhli jižním směrem, drancujíce a pleníce. Nakonec se usadili v Bulharsku, kde z nich možná vzešla budoucí vládnoucí Terterská dynastie. Část Kuthenových Kumánů se později do Uher vrátila a usadila se ve uherské nížině (Velká a Malá Kumánie).